# Rhinocricus ocraceus
Rhinocricus ocraceus är en mångfotingart som beskrevs av Henri W. Brölemann 1900. Rhinocricus ocraceus ingår i släktet Rhinocricus och familjen Rhinocricidae. Inga underarter finns listade i Catalogue of Life.